# Nikolaj Michajlovič Karamzin
Nikolaj Michajlovič Karamzin (in russo Никола́й Миха́йлович Карамзи́н?; Karamzinka, 12 dicembre 1766 – Mosca, 3 giugno 1826) è stato uno scrittore e storico russo, conosciuto per aver rivoluzionato il linguaggio letterario del proprio paese.

## Biografia
Karamzin nacque nel villaggio di Karamzinka, Governatorato di Simbirsk, il quale prende il nome dal suo bisnonno, che ne fu il fondatore, il 12 dicembre 1766 in una famiglia della nobiltà provinciale. Suo padre era un ufficiale dell'esercito russo che lo inviò a Mosca per condurre gli studi secondari alla scuola privata di un professore tedesco, insegnante all'Università di Mosca.
Terminati gli studi, per qualche tempo condusse una vita di stravizi finché aderì alla massoneria e fu presentato al giornalista ed editore Nikolaj Ivanovič Novikov, per il quale lavorò con traduzioni di autori stranieri. Il suo primo volume è la traduzione del Giulio Cesare di Shakespeare, pubblicato nel 1787.
Massone, fu membro della Loggia "Corona d'Oro", nel 1784 vi ricevette il secondo grado. Nel 1785, tramite Ivan Petrovič Turgenev, diventò membro della cerchia dei Martinisti di Mosca. Nel 1789 dichiarò la sua intenzione di voler lasciare la Massoneria. Negli anni venti dell'Ottocento rifiutò l'offerta di Nikolaj Ivanovič Novikov di essere ricevuto nei gradi superiori.    
Nel 1789 Karamzin intraprese un viaggio che lo avrebbe portato in Germania, in Francia, in Svizzera (una lapide lo attesta a Ginevra) e in Inghilterra. Tornato in Russia nel 1790, dal 1791 al 1792 pubblicò una propria rivista, il Giornale di Mosca, con il quale diede inizio al suo movimento letterario, espresso anche dalle Lettere di un viaggiatore russo, apparse nella sua rivista e poi pubblicate in sei volumi dal 1797 al 1801, frutto del suo viaggio in Europa e ispirate al famoso Viaggio sentimentale di Laurence Sterne. Con le sue Lettere, Karamzin divenne «un capo, la maggiore personalità letteraria della sua generazione».
Nel 1792 aveva pubblicato il suo primo e più noto romanzo, La povera Lisa, storia di una ragazza che, sedotta e abbandonata, finisce con il suicidarsi. Storia sentimentale, ebbe un successo enorme: il laghetto di Mosca dove Karamzin immaginò il suicidio della protagonista fu a lungo meta di pellegrinaggio dei suoi lettori. Fra i suoi altri racconti ricordiamo "Un cavaliere del nostro tempo"; "L'uomo sensibile" e "L'uomo freddo", che si fanno notare per l'acutezza dell'analisi dei sentimenti.
Le sue poesie presentano due novità nel panorama russo: il lirismo e l'introduzione di nuove forme di versificazione di origine tedesca (oltre all'affinamento del tradizionale verso di origine francese). In questo, Karamzin è stato il precursore di Žukovskij, che è considerato da molti critici il vero padre della moderna tecnica poetica russa.
È maggiormente ricordato per la sua monumentale Storia dello Stato russo, un'opera in 12 volumi modellata attraverso il lavoro di Edward Gibbon, che servì anche di ispirazione per Modest Petrovič Musorgskij nella composizione del suo capolavoro operistico Boris Godunov.
Fra i suoi allievi dei primi decenni del XIX secolo merita di essere ricordato Pëtr Andreevič Vjazemskij.